# Smilax walteri
Smilax walteri là một loài thực vật có hoa trong họ Smilacaceae. Loài này được Pursh miêu tả khoa học đầu tiên năm 1813.